# Horst Hagen
Horst Hagen (ur. 10 stycznia 1950 w Groß Pankow (Prignitz)) – niemiecki siatkarz, medalista igrzysk olimpijskich i mistrzostw świata.

## Życiorys
Hagen był w składzie reprezentacji Niemiec Wschodnich na rozgrywanych w Bułgarii mistrzostwach świata 1970, która zdobyła tytuł mistrzowski. Wystąpił także na igrzyskach 1972 odbywających się w Monachium. Zagrał w trzech meczach fazy grupowej oraz w przegranym finale z Japonią.
Grał w klubie SC Leipzig, z którym 6 razy z rzędu wywalczył mistrzostwo krajowe w latach 1971-1976.